# Mărițeia Mică, Suceava
Mărițeia Mică este un sat în comuna Dărmănești din județul Suceava, Bucovina, România.
 Acest articol despre o localitate din județul Suceava este deocamdată un ciot. Puteți ajuta Wikipedia prin completarea lui.